# Municipio de Guilford (Illinois)
El municipio de Guilford (en inglés: Guilford Township) es un municipio ubicado en el condado de Jo Daviess en el estado estadounidense de Illinois. En el año 2010 tenía una población de 1206 habitantes y una densidad poblacional de 12,47 personas por km².

## Geografía
El municipio de Guilford se encuentra ubicado en las coordenadas 42°25′16″N 90°16′30″O / 42.42111, -90.27500. Según la Oficina del Censo de los Estados Unidos, el municipio tiene una superficie total de 96.71 km², de la cual 96,22 km² corresponden a tierra firme y (0,51 %) 0,49 km² es agua.

## Demografía
Según el censo de 2010, había 1206 personas residiendo en el municipio de Guilford. La densidad de población era de 12,47 hab./km². De los 1206 habitantes, el municipio de Guilford estaba compuesto por el 98,84 % blancos, el 0,17 % eran afroamericanos, el 0,25 % eran amerindios, el 0,5 % eran asiáticos y el 0,25 % eran de una mezcla de razas. Del total de la población el 0,83 % eran hispanos o latinos de cualquier raza.